# CyberTracker
CyberTracker est un logiciel d'une société à but non lucratif sud-africaine, CyberTracker Conservation, qui développe des solutions portables de collecte de données.
Le logiciel a été développé comme un moyen de permettre à des gardes animaliers analphabètes de communiquer leurs observations environnementales. Un prototype a été utilisé en 2002 pour enregistrer les détails d'animaux tués dans une épidémie de maladie à virus Ebola. Il a depuis évolué pour devenir un moyen de collecte de données général et comme système de visualisation. Toutefois, il conserve la capacité d'être utilisé par les analphabètes et les utilisateurs peu alphabétisés.
Les utilisateurs principaux de CyberTracker sont des biologistes spécialistes de la faune, des écologistes et des secouristes.